# 오국영
오국영(吳國泳, 일본식 이름: 大原國泳, 1889년 10월 26일 ~ ?)은 일제강점기의 관료 출신 기업인으로, 대한민국에서도 기업인으로 활동했다.

## 생애
1910년대 후반에 총독부 군수로 발탁되었다. 이원군 군수로 수년 동안 재직했다가 병으로 퇴관했다. 이때 정8위에 서위되어 있었다.
1920년대 후반부터는 의성양조주식회사 전무취체역과 사장을 지내고 의성군주조조합장을 맡는 등 의성군에서 양조업 기업을 운영했다.
1935년에 총독부가 편찬한 《조선공로자명감》에 353명의 공로자 중 한 명으로 기재되어 있다.
1954년까지 남선전기 감사로 현직에 있었다.
2008년 발표된 민족문제연구소의 친일인명사전 수록예정자 명단 중 관료 부문에 포함되었다.

## 참고자료
- 오국영(吳國泳) - 국사편찬위원회
- 오국영(吳國泳) - 국사편찬위원회